# ليون جيمس
ليون جيمس (بالإنجليزية: Leon James)‏ هو ملحن هندي، ولد في 1 ديسمبر 1991 في تشيناي في الهند.

## وصلات خارجية
- ليون جيمس على موقع IMDb (الإنجليزية)
- ليون جيمس على موقع ميوزك برينز (الإنجليزية)